# Mimetus nelsoni
Mimetus nelsoni är en spindelart som beskrevs av Archer 1950. Mimetus nelsoni ingår i släktet Mimetus och familjen kaparspindlar. Inga underarter finns listade i Catalogue of Life.